# گرهارد منزل
گرهارد منزل (آلمانی: Gerhard Menzel; ۲۹ سپتامبر ۱۸۹۴ – ۴ مهٔ ۱۹۶۶) فیلم‌نامه‌نویس اهل آلمان بود.
وی نویسنده فیلم‌هایی همچون زنی در رود، روبرت کخ، سرنوشت و گناهکار بوده‌است.